# Sialia mexicana
Sialia mexicana là một loài chim trong họ Turdidae.